# ليويلين توماس
ليويلين توماس (بالإنجليزية: Llewellyn Thomas)‏‏ (21 أكتوبر 1903 في لندن - 20 أبريل 1992 في رالي، كارولاينا الشمالية) رياضياتي، وفيزيائي، وأستاذ جامعي، وعالم حاسوب من المملكة المتحدة.

## الجوائز
- زمالة الجمعية الأمريكية الفيزيائية
- جائزة دافيسون - جيرمر في الفيزياء الذرية أو السطحية [الإنجليزية]‏[5]